# Alfred Alistair Cooke
Alfred Alistair Cooke (20 de noviembre de 1908, Mánchester - Nueva York, 30 de marzo de 2004) fue un comentarista y periodista británico - estadounidense.
Se estableció en la ciudad de Nueva York tiempo después de estudiar en las universidades de Cambridge, Yale y Harvard.
Desde la década de 1940, realizó interpretaciones de la cultura de Estados Unidos a la audiencia británica en periódicos y emisiones radiofónicas.
Su programa de radio semanal Letter from America, para el Servicio Mundial de la BBC, comenzó en 1946 y se transmitió hasta 2004; One Man's America (1952) y Talk About America (1968), recopilaron muchos de sus textos. De entre sus programas televisivos se incluyen Omnibus (1956–1961) y la serie producida por la BBC; America (1972–1973).
- Datos: Q2094347
- Multimedia: Alistair Cooke / Q2094347